# Monseigneur Ladeuzeplein
Het Monseigneur Ladeuzeplein, kortweg Ladeuzeplein, is een plein in het centrum van de Belgische stad Leuven. Het plein werd genoemd naar de voormalige rector magnificus van de KU Leuven, monseigneur Paulin Ladeuze. Het Ladeuzeplein is het grootste plein in Leuven qua oppervlakte. Tot na de Tweede Wereldoorlog heette het plein Volksplaats.

## Geschiedenis
In de volksmond stond het plein bekend als de Jeirkarlisse, is samenhang met de Steenkarlisse, het nabije Herbert Hooverplein. De naam 'Jeirkarlisse' gaat terug op de orde der clarissen, die op die plaats, op een zandheuvel, een klooster hadden. In 1783 werd het klooster echter opgeheven. In 1787 kocht de stad Leuven het gebied van de staat, die eigenaar was geworden, om er een houtmarkt te vestigen. Het gebied werd geëffend in 1795 en in 1806 en vanaf 1807 kon men er brandhout en mengvoer aankopen. Het eerste huis aan het nieuwe plein werd gebouwd in 1812. Het plein heette toen Place-Napoléon/(Napoleonplein). Later ontving het de naam Volksplaats om uiteindelijk herdoopt te worden tot Monseigneur Ladeuzeplein.

## Universiteitsbibliotheek
Het Ladeuzeplein wordt gedomineerd door de monumentale bibliotheek van de KU Leuven, een gebouw in neorenaissance-stijl, daterend uit 1921. Het gebouw was een gift van de Verenigde Staten aan de stad Leuven nadat de oorspronkelijke bibliotheek uit de 17de eeuw gelegen aan de Naamsestraat, in augustus 1914 bij het begin van de Eerste Wereldoorlog, werd platgebrand door de Duitse bezetter. Tegenwoordig omvat de collectie ongeveer vier miljoen boekwerken.

## Kunst
Na de Eerste Wereldoorlog werd het standbeeld van Sylvain Van de Weyer vanaf het Martelarenplein, aan het station, naar het Ladeuzeplein overgebracht. Bij de heraanleg in de jaren 90 werd er echter een ondergrondse parking voor 750 voertuigen aangelegd, die het gewicht van het beeld niet kon dragen; het beeld verhuisde opnieuw, ditmaal naar een rotonde op de Kapucijnenvoer. In 2005 plaatste kunstenaar Jan Fabre een nieuw monument op het plein, de Totem, een 23 meter hoge inox naald met daarop een omgekeerde kever gespietst is een geschenk van de KU Leuven aan de stad Leuven ter gelegenheid van de 575ste verjaardag van de universiteit.
Ook muzikale kunst is een belangrijk aspect van het culturele aanbod. Regelmatig worden beiaardconcerten georganiseerd, waarbij ten volle gebruikgemaakt wordt van de in 1983 volledig gerestaureerde beiaard in de Universiteitsbibliotheek, die bij die gelegenheid werd vernieuwd en uitgebreid tot 63 klokken.
Het plein werd in 2007 eenmaal gebruikt als locatie voor het hernieuwde Marktrock.

## Evenementen
- Wekelijkse vrijdagmarkt
- Planten- en bloemenmarkt en brocanterie (1e zaterdag van mei)
- Elke zaterdag in juli en augustus beiaardconcerten Ladeuze Bells
- Jaarlijkse kermis tijdens de maand september
- Jaarlijkse cultureel evenement Leuven in Scène
- Jaarlijkse studentenwelkom in de maand oktober
- Jaarlijkse kerstmarkt in december
- Elke drie jaar vindt begin mei de Leuvense Beiaardcantus plaats, met meer dan 4.000 deelnemers